# Pieve di Santa Maria Assunta (Prata)
La pieve di Santa Maria Assunta è un edificio sacro situato a Prata, nel comune di Massa Marittima.

## Storia
Se ne hanno notizie fino dall'XI secolo, ma sicuramente della chiesa attuale parla una visita pastorale del vescovo di Volterra, eseguita nel 1794. Essa era sotto il patronato dello Spedale di Santa Maria della Scala di Siena.
La chiesa è stata oggetto dal 1997 al 1999 di un restauro generale ad opera dell'architetto Antonio Cappelli di Grosseto.

## Descrizione
La chiesa domina con la sua mole, e in particolare con il campanile, l'intero paese dalla sua zona più alta. Sul portale della facciata, che ha forma a capanna ed è interamente intonacata, si scorge lo stemma dell'ospedale di Santa Maria della Scala.
L'interno è ad aula unica, con copertura a vista e con la zona presbiteriale rialzata. Gli altari laterali, settecenteschi, in legno intagliato e intonaco a finto marmo, conservano una Madonna del Rosario di scuola senese seicentesca.